# テニス靴をはいたコンピューター
『テニス靴をはいたコンピューター』（原題：The Computer Wore Tennis Shoes）は、1969年制作のアメリカ合衆国の映画。
ある日突然、ふとしたことで驚異的な能力を持ってしまった大学生をめぐる騒動を描いたディズニー制作のコメディ映画。カート・ラッセル主演。

## あらすじ
ある大学の学生デクスターは仲間と共に大学の教授会議を盗聴し、敬愛するクイグリー教授がコンピューターを欲しがっていることを知る。しかし、大学は財政難のため購入できないとしり、落胆。そこで彼らは町の実業家アルノーに頼み込み、コンピューターを寄付してもらった。
ある雨の日、デクスターが雨に濡れたままヒューズの交換をしようとして、誤って配線をショートさせ、全身から火花を発するほどの電気ショックを食らってしまう。その瞬間、コンピューターに蓄積されていたすべての記憶がそっくりそのままデクスターの頭の中に入っていった。
そのおかげで、落第生だった彼は一転、大学一の超優等生になり、デクスターの名はアメリカ中に広まった。彼のお蔭で有名になった大学はテレビの全米大学対抗クイズに出場、連戦連勝の州立大学との決勝戦に臨む。
デクスターは大活躍を見せるが、思わぬことが起こり、アルノーが巨大賭博組織のボスであることがデクスターの口から暴露されてしまう。

## キャスト
※括弧内は日本語吹替（テレビ版、1990年1月31日 フジテレビにて放映）
- デクスター・ライリー：カート・ラッセル（塩沢兼人）
- アルノー：シーザー・ロメロ（大木民夫）
- クイグリー教授：ウィリアム・シャラート（有本欽隆）
- ヒギンズ校長：ジョー・フリン（村松康雄）
- ヘンリー：フランク・ウェルカー（島田敏）
- ビング・ラッセル
- マイケル・マクグリーヴィ
- エド・ベグリー・ジュニア[4]

## 続編・リメイク
- そら見えたぞ、見えないぞ! en:Now You See Him, Now You Don't（1972年）
- 世界最強の男 en:The Strongest Man in the World（1975年）
- テニス靴をはいたコンピューター en:The Computer Wore Tennis Shoes (1995 film)（1995年）テレビ映画、監督：ペイトン・リード、主演：カーク・キャメロン